# Partito Democratico (Polonia)
Il Partito Democratico (in polacco: Partia Demokratyczna - PD) è stato un partito politico polacco di orientamento social-liberale fondato nel 2005; in esso confluirono l'Unione della Libertà e alcune componenti dell'Alleanza della Sinistra Democratica.
Nel 2016 si è dissolto nell'Unione dei Democratici Europei.

## Storia
Il partito si presenta come prosecutore dell'Unione della Libertà (UW), fondato nel 1994 dalla confluenza tra Unione Democratica e Congresso Liberal-Democratico. Nel 2001, la componente conservatrice del partito, guidata da Donald Tusk, aveva dato luogo ad una scissione interna costituendo Piattaforma Civica; nel 2005, l'allora leader di UW, Władysław Frasyniuk, lancia così l'idea di un nuovo partito.
Il PD si presenta per la prima volta alle elezioni parlamentari del 2005, in occasione delle quali ottiene il 2,5% dei voti senza conseguire alcun seggio. Alle successive elezioni parlamentari del 2007 il partito partecipa alla costruzione di Sinistra e Democratici, una coalizione di centro-sinistra costituita da SLD, Unione del Lavoro e Socialdemocrazia di Polonia. La coalizione ottiene il 13,15% dei voti, andando all'opposizione del governo guidato da Piattaforma Civica; il PD ottiene tre dei 53 seggi conseguiti complessivamente. Il deludente risultato elettorale ha portato allo scioglimento della coalizione, avvenuto nella primavera del 2008.
Alle elezioni europee del 2009 il partito dà luogo alla coalizione denominata Alleanza per il Futuro - Centro Sinistra (Porozumienie dla Przyszłości - CentroLewica) insieme a Socialdemocrazia di Polonia, ottenendo però solo il 2,4% dei voti e senza ottenere alcun seggio. In seguito, nel 2010, i tre deputati del PD lasciano questo partito.
In vista delle elezioni parlamentari del 2011 il partito si presenta solo in due collegi del Senato.

## Risultati elettorali
| Elezione          | Elezione     | Voti                  | %                     | Seggi   |
| ----------------- | ------------ | --------------------- | --------------------- | ------- |
| Parlamentari 2005 | Sejm         | 289.276               | 2,45                  | 0 / 460 |
| Parlamentari 2007 | Sejm         | In LiS                | In LiS                | 3 / 460 |
| Europee 2009      | Europee 2009 | Con SDPL e Verdi 2004 | Con SDPL e Verdi 2004 | 0 / 50  |
| Parlamentari 2011 | Sejm         | In PO e SLD           | In PO e SLD           | 0 / 460 |
| Europee 2014      | Europee 2014 | In Europa Plus        | In Europa Plus        | 0 / 51  |
| Parlamentari 2015 | Sejm         | In Sinistra Unita     | In Sinistra Unita     | 0 / 460 |